# Ebhul carinatum
Ebhul carinatum är en insektsart som beskrevs av William D. Funkhouser. Ebhul carinatum ingår i släktet Ebhul och familjen hornstritar. Inga underarter finns listade i Catalogue of Life.